# Wittgendorf (bei Zeitz)
Wittgendorf (bei Zeitz) este o comună din landul Saxonia-Anhalt, Germania.